# Ari de Sá Cavalcante
Ari de Sá Cavalcante (Jucás, 26 de agosto de 1918 - São Paulo, 8 de setembro de 1967) foi um professor brasileiro, diretor escolar e diretor universitário.

## Biografia
Filho de João de Sá Cavalcante e Raimunda Rabelo de Sá Cavalcante. Bacharelou-se pela Faculdade de Direito do Ceará, em dezembro de 1939. Ainda estudante universitário, foi professor de História e Biologia em diversos colégios de Fortaleza. Ensinou nos Cursos da Campanha de Aperfeiçoamento do Ensino Secundário, nos anos de 1959 a 1962, em Fortaleza, Maceió, Curitiba e Belo Horizonte.
Em 1944, através de concurso público, ingressou no magistério militar como professor de Matemática da Escola Preparatória de Cadetes de Fortaleza (atual Colégio Militar). Professor da Faculdade Estadual de Ciências Econômicas, por concurso público, e diretor de escolas particulares.
Após ser nomeado professor da Faculdade Estadual de Ciências Econômicas, foi eleito diretor em 1961. Fez trabalho notável à frente dessa instituição e foi eleito àquele cargo pela congregação de professores por três mandatos consecutivos. Federalizou-a, criou cursos de pós-graduação e colocou a faculdade entre as melhores do país. Instituiu o concurso público para contratação de professores quando não existia a figura do concurso na UFC. Fundou o CAEN – Centro de Aperfeiçoamento dos Economistas do Nordeste. Foi diretor da Secretaria da Fazenda no Estado do Ceará. Como jornalista colaborou no Jornal O Estado, de propriedade de seu irmão, o Deputado Federal Walter de Sá Cavalcante.

## Homenagens
- O colégio Ari de Sá em Fortaleza foi nomeado em homenagem ao educador.[5][6]
- A faculdade Ari de Sá também foi nomeada em homenagem ao educador.
- Uma rua em Fortaleza foi nomeada em homenagem ao educador.[7]
- Uma escola municipal em Fortaleza recebeu o nome em homenagem ao educador.[8]
- O Centro Acadêmico do curso de Ciências Econômicas da Universidade Federal do Ceará - UFC homenageia o educador.[9]
- A Biblioteca Professor Ari de Sá Cavalcante da Pós-Graduação em Economia (CAEN) da Universidade Federal do Ceará - UFC leva o nome do educador.